# 蘭心劇院
蘭心劇院（Lyceum Theatre），又譯萊塞姆劇院，是位於倫敦西敏市的一座劇院，共有2,100個座位。其歷史開始於1765年。在1816年至1830年期間，萊塞姆劇院曾名為英格蘭歌劇院（The English Opera House）。萊塞姆劇院在19世紀時重建並在1834年7月14日重新開放。